# Dugald Stewart

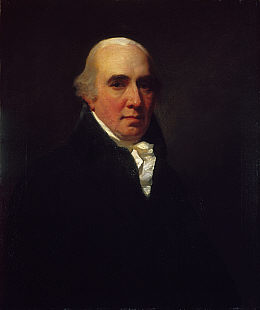
Dugald Stewart

Dugald Stewart (1753–1828) – szkocki filozof, profesor Uniwersytetu w Edynburgu. Był czołowym przedstawiciel tzw. szkoły szkockiej w filozofii, uczniem i kontynuatorem myśli Thomasa Reida, a także przedstawicielem szkockiego oświecenia.